# Вацлав Немодлинский
Вацлав Немодлинский (пол. Wacław niemodliński, нем. Wenzel von Oppeln-Falkenberg; около 1345 — июнь 1369) — князь Немодлинский (1362/1365—1369) и Прудницкий (1365—1369), правил вместе с братьями Болеславом II (до 1367/1368 года) и Генрихом.

## Биография
Представитель опольской линии Силезских Пястов. Второй сын князя немодлинского Болеслава Первородного (ок. 1293 — 1362/1365) и Евфимии Вроцлавской (после 1318 —ок. 1383), дочери князя Вроцлавского Генриха VI Доброго.
В 1364 году, после женитьбы на Евфимии, дочери князя Болеслава Бытомского, Вацлав Немодлинский, согласно договору ее деда князя Владислава Бытомского с чешской королевской династией Люксембургов, получил во владение город Гливице с окрестностями.
После смерти отца между 1362 год и 1365 годами Вацлав вместе с братьями Болеславом II и Генрихом I унаследовали Немодлинское княжество. После смерти князя Микулаша II Опавского в 1365 году король Карл Люксембургский в награду за верную службу передал Болеславу II Прудницкое княжество.
Первоначально власть Вацлава в Немодлине была чисто формальной, поскольку бразды правления в княжестве находились в руках его старшего брата Болеслава II. Только после смерти Болеслава II в 1367/1368 году Вацлав принял на себя управление обоими княжествами. 
Его правление было скоротечным: в июне 1369 года князь Вацлав Немодлинский скончался. После его смерти Гливице перешло князьям Олесницким, а Немодлинское и Прудницкое княжества унаследовал его младший брат Генрих.

## Брак
В 1364 году князь Вацлав Немодлинский женился на Евфимии (Офке) (1350/1352 — 1411), второй дочери князя Болеслава Бытомского и Маргариты (Малгоржаты) из Штернберка (ум. после 1365). Их брак был бездетным. Через несколько лет после смерти Вацлава его вдова Евфимия вторично вышла замуж в 1369/1370 году за Болеслава III, князя Зембицкого (1344/1348 — 1410).